# Afrixalus enseticola
Afrixalus enseticola är en groddjursart som beskrevs av Malcolm Largen 1974. Afrixalus enseticola ingår i släktet Afrixalus och familjen gräsgrodor. IUCN kategoriserar arten globalt som sårbar. Inga underarter finns listade i Catalogue of Life.